# Jaroslava Magučih
Jaroslava Oleksijivna Magučih (ukrajinsko Ярослава Олексіївна Магучіх; izgovorjava [jarosˈɫava maˈɦutʃix]); ukrajinska skakalka v višino, * 19. september 2001
Jaroslava Magučih je dobitnica zlate medalje na poletnih mladinskih olimpijskih igrah 2018, srebrne s svetovnega prvenstva 2019, bronaste medalja na poletnih olimpijskih igrah 2020 in zlate medalj na svetovnem prvenstvu v dvorani 2022.
Na svetovnem prvenstvu 2019 je Magučihova skočila 2,04 m, kar je njen osebni rekord na prostem in svetovni mladinski rekord. 7. julija 2024 je postavila nov svetovni rekord v skoku v višino s preskočeno višino 2,10 m.

## Kariera
Jaroslava Magučihova je začela skakati v višino pri 13 letih. Pri 15 letih je na svetovnem prvenstvu IAAF do 18 let v Nairobiju leta 2017 osvojila zlato medaljo z največjo prednostjo v zgodovini svetovnih prvenstev do 18 let z osebnim rekordom 1,92 m.
Leta 2018 je Magučihova na evropskem prvenstvu do 18 let preskočila 1,94 m in osvojila zlato medaljo. Oktobra je na olimpijskih igrah mladih v Buenos Airesu osvojila zlato medaljo in postavila nov osebni rekord 1,95 m. Mesec dni po uspehu na mladinskih olimpijskih igrah je Magučihova izboljšala svoj osebni rekord na 1,96 m.
Med dvoransko sezono 2019 je preskočila  1,99 m na memorialu Miloslave Hübnerová v Hustopečah in izenačila svetovni rekord Vashti Cunningham do 20 let. V sezoni na prostem je zmagala na uvodnem srečanju Diamantne lige 2019 v Dohi z osebnim rekordom na prostem 1,96 m in postala najmlajša športnica doslej, ki je zmagala na tekmovanje Diamantne lige pri starosti 17 let in 226 dni. Septembra je na Svetovnem atletskem prvenstvu v Dohi skočila 2,04 m, osvojila srebrno medaljo in podrla svetovni rekord do 20 let.
Januarja 2020 je v Lvovu skočila 2,01 m, kar je nov svetovni rekord U20 v dvorani, ki ga je ponovno podrla nekaj dni pozneje, ko je preskočila preko 2,02 m.
Februarja 2021 je v Banski Bistrici preskočila 2,06 m, kar je najvišje, kar je katerakoli ženska skočila v dvorani od leta 2012. Avgusta je na poletnih olimpijskih igrah 2020 v Tokiu osvojila bronasto medaljo v skoku v višino.
Marca 2022, nekaj dni po begu pred rusko invazijo na Ukrajino, je osvojila zlato medaljo v skoku v višino na svetovnem dvoranskem prvenstvu v atletiki 2022. Na nastop na prvenstvo potovala tri dni z avtomobilom, 2000 km od Ukrajine do Srbije. Z izidom 2,02 m je osvojila zlato in dosegla najboljši izid sezone.

## Mednarodna tekmovanja
| Leto | Tekmovanje                    | Prizorišče              | Uvrstitev | Rezultat        | Opombe |
| ---- | ----------------------------- | ----------------------- | --------- | --------------- | ------ |
| 2017 | World U18 Championships       | Nairobi, Kenija         | 1.        | 1,92 m          | CR     |
| 2017 | European Youth Olympics       | Győr, Madžarska         | 1.        | 1,89 m          |        |
| 2018 | European U18 Championships    | Győr, Madžarska         | 1.        | 1,94 m          | CR     |
| 2018 | Youth Olympic Games           | Buenos Aires, Argentina | 1.        | 1,92 m + 1,95 m | [ a ]  |
| 2019 | European U20 Championships    | Borås, Švedska          | 1.        | 1,92 m          |        |
| 2019 | World Championships           | Doha, Katar             | 2.        | 2,04 m          | WJR    |
| 2021 | European Indoor Championships | Toruń, Poljska          | 1.        | 2,00 m          |        |
| 2021 | European U23 Championships    | Talin, Estonija         | 1.        | 2,00 m          | CR     |
| 2021 | Olimpijske igre               | Tokio, Japonska         | 3.        | 2,00 m          |        |
| 2022 | Svetovno dvoransko prvenstvo  | Beograd, Srbija         | 1.        | 2,02 m          |        |

1. ↑  This event took place in two stages, and those results were added for the final placing.

## Osebni rekordi
| Dogodek                    | Najboljši (m) | Prizorišče                | Dtum               |
| -------------------------- | ------------- | ------------------------- | ------------------ |
| Skok v višino (na prostem) | 2,04          | Doha, Katar               | 30. september 2019 |
| Skok v višino (dvorana)    | 2,06          | Banska Bistrica, Slovaška | 2. februar 2021    |
| Vir:                       |               |                           |                    |